# 弦楽四重奏曲第20番 (モーツァルト)
弦楽四重奏曲第20番 ニ長調 K. 499 は、ヴォルフガング・アマデウス・モーツァルトが1786年に作曲した弦楽四重奏曲。モーツァルトと親しい仲にあった作曲家で出版業者のフランツ・アントン・ホフマイスター（1754年-1812年）のために作曲されたといわれているため、『ホフマイスター』（Hoffmeister）の愛称で知られる。

## 概要
フランツ・ヨーゼフ・ハイドンに捧げられた『ハイドン・セット』とプロイセン王フリードリヒ・ヴィルヘルム2世に捧げられた『プロシャ王セット』に挟まれた本作は、モーツァルト自身による作品目録によれば、1786年8月19日にウィーンで完成したと記されている。この時代にはやや珍しくポリフォニーが多く用いられているのが特徴であり、メヌエットとトリオにそれは顕著である。

## 曲の構成
全4楽章、演奏時間は約26分。
- 第1楽章 アレグレット
ニ長調、2分の2拍子（アラ・ブレーヴェ）、ソナタ形式。
- 第2楽章 メヌエット：アレグレット - トリオ
ニ長調、4分の3拍子、複合三部形式。
- 第3楽章 アダージョ
ト長調、4分の3拍子、二部形式。
- 第4楽章 (モルト・) アレグロ
ニ長調、4分の2拍子、自由なソナタ形式。
速度記号については、自筆譜では「モルト・アレグロ」と書かれているものの、「モルト」の部分は後で書き加えられたものであり、モーツァルト自身の手によるものか不明であるため、大部分の出版物や音源などでは「アレグロ」と表記されることが多い。